# Appomattox-Feldzug
Lewis’ Farm – White Oak Road – Dinwiddie Court House – Five Forks – Petersburg III – Sutherland Station – Namozine Church – Amelia Springs –Saylor’s Creek – Rice’s Station – Cumberland Church – High Bridge – Appomattox Station – Appomattox Court House
Der Appomattox-Feldzug (29. März – 9. April 1865) war eine Serie von Kämpfen während des Amerikanischen Bürgerkrieges, an deren Ende die Kapitulation der Nord-Virginia-Armee, der wichtigsten Armee der Konföderierten Staaten von Amerika, stand. Diese Kapitulation wird gemeinhin als das Ende des Bürgerkrieges angesehen, obwohl die letzte konföderierte Armee ihren Kampf erst Mitte Juni aufgab.

## Vorgeschichte
Nach mehr als zehnmonatigem Stellungskrieg näherte sich die Belagerung von Petersburg im März 1865 ihrem Ende. Der Oberbefehlshaber des US-Heeres, Generalleutnant Grant, dehnte die Stellungen der bei Petersburg eingesetzten Armeen während der Belagerung immer weiter nach Westen aus. Die Linien der zahlenmäßig schwächeren Konföderierten wurden dadurch immer mehr gedehnt, so dass die Position der Nord-Virginia-Armee nun kurz vor dem Zusammenbruch stand. Ein letzter Versuch der Konföderierten, die Belagerung zu sprengen, der Angriff auf Fort Stedman, war gescheitert.
Grant, verstärkt von Truppen aus dem Shenandoahtal unter General Sheridan, beschloss nun, die letzte verbliebene Nachschublinie der Nord-Virginia-Armee, die Southside Railroad im Westen, anzugreifen, was den Oberbefehlshaber der Nord-Virginia-Armee General Lee unweigerlich zwingen würde, Petersburg und Richmond aufzugeben. Grant war jedoch bewusst, dass Lee in diesem Fall wohl südwestlich in Richtung Lynchburg ausweichen und versuchen würde, sich in North Carolina oder Südvirginia mit der Tennessee-Armee von Johnston zu vereinigen. Es war also nicht damit getan, Lee aus Petersburg zu vertreiben, sondern es kam auch darauf an, ihn am Weitermarsch zu hindern und dadurch, im offenen Feld zahlenmäßig weit unterlegen, zur Aufgabe zu zwingen.
Die zusammen 124.700 Mann starken Armeen des Potomac und des James waren verstärkt und neu organisiert worden. Generalmajor George G. Meade befehligte die Potomac-Armee mit General Henry J. Hunt als Chef der Artillerie. Generalmajor Edward Ord kommandierte die James-Armee. Die sieben Unionskorps standen unter folgenden Kommandeuren und waren wie folgend zusammengesetzt:
- II. Korps, Generalmajor Andrew A. Humphreys
- V. Korps, Generalmajor Gouverneur Kemble Warren
- VI. Korps, Generalmajor Horatio Gouverneur Wright
- IX. Korps, Generalmajor John Grubb Parke
- XXIV. Korps, Generalmajor John Gibbon
- XXV. Korps, Generalmajor Gottfried Weitzel
- Kavalleriekorps, Generalmajor Philip Henry Sheridan

Ende März, als sich das bis dato schlechte Wetter besserte, begann Grants Untergebener, General Sheridan, mit der Kavallerie und dem V. Korps seine Operation gegen die Southside Railroad.

## Verlauf
Sheridan marschierte nach Westen, in Richtung Dinwiddie Court House, wo er aber am 31. März einen kleinen Rückschlag einstecken musste (Schlacht bei Dinwiddie Court House).
Er ordnete seine Truppen wieder und führte am 1. April in der Schlacht bei Five Forks nach anfänglichen Schwierigkeiten einen vernichtenden Schlag gegen die rechte Flanke der konföderierten Armee durch, der die Truppen von General Pickett vom Rest der Nord-Virginia-Armee trennte und Lee zwang, die Evakuierung von Petersburg und Richmond vorzubereiten.
Am folgenden Tag startete General Meade einen Generalangriff auf die Linien der Konföderierten und nahm Petersburg nach fast elfmonatiger Belagerung ein. Tags darauf marschierten Truppen der James-Armee auch in der konföderierten Hauptstadt Richmond ein.
Die Regierung der Konföderation und ihre wichtigste Armee befanden sich indessen, immerzu bedrängt von Grants Truppen, auf dem Rückzug nach Westen.
Während der Gefechte am Saylor’s Creek gelang es den Unionstruppen am 6. April die Korps von General Ewell und R.H. Anderson vom Rest der Armee abzuschneiden und zur Aufgabe zu zwingen.
Tags darauf gelang der Nord-Virginia-Armee bei Farmville ihr letzter Sieg, als ein Angriff der Unionstruppen in einem Verzögerungsgefecht abgewehrt wurde.
Lees Armee, hungrig und müde, versuchte weiter nach Westen zu gelangen, wo Lee hoffte, besonders Verpflegung zu finden.
Am 8. April überholte die Kavallerie der Nordstaaten die Konföderierten, erreichte Appomattox Court House und blockierte dort den Weg der Nord-Virginia-Armee.
Nachdem der Ausbruchsversuch des Korps von General Gordon am 9. April nach anfänglichen Erfolgen gescheitert war, willigte Lee schließlich in die Kapitulation seiner Armee ein (siehe auch Appomattox Court House, Schlacht von Appomattox).

## Dauer des Feldzuges
Zum zeitlichen Rahmen der Appomattoxkampagne gibt es unterschiedliche Angaben. Manche Quellen zählen die Kämpfe im Raum Petersburg vom 29. März – 2. April noch zur Belagerung von Petersburg und bezeichnen nur das Ausweichen der Nord-Virginia-Armee als Appomattox-Feldzug